# ダブルドラゴン (1987年のゲーム)
『ダブルドラゴン』（DOUBLE DRAGON、双截龍）は、テクノスジャパンが開発し1987年より稼働開始したアーケードゲーム。
前年の同社ヒット作『熱血硬派くにおくん』（1986年）の正統後継作として誕生し、ビデオゲームにおいてベルトスクロールアクションゲームというジャンルを確立させた本作はブルース・リーを愛する開発者たちによって作られた。
のちに様々な家庭用ゲーム機に移植される。またアメリカでは実写映画版やテレビアニメ版が製作されている。テレビアニメ版では設定が若干異なる。

## 概要
表題の『ダブルドラゴン』とは、2人の主人公であるビリー・リーとジミー・リーの兄弟のことを指す。リー兄弟が使う「双截拳（そうせつけん）」とは全ての武術をまとめた格闘技の総結集。双截拳の代表技は「旋風脚（せんぷうきゃく）」。
危険な雰囲気漂うスラム街的世界観を舞台に、凶器の仕様など暴力度高めの表現が特色。テクノスジャパンを代表する作品の一つであり、敵を殴ったときの爽快感、そしてタイトル画面とラストステージで流れる「ダブルドラゴンのテーマ」は人気が高い。同社のファミコン作品である『ダウンタウン熱血物語』（1989年）でリー兄弟をモチーフにした敵キャラクターの「竜一」（りゅういち）と「竜二」（りゅうじ）が登場する際はアレンジ版の「ダブルドラゴンのテーマ」を流している。
本作のバックストーリーは、功夫の道場を営むリー兄弟が暴力組織「ブラック・ウォリアーズ」 に誘拐されたマリアンを救出するという王道的なものになっている。

## システム
パンチ、ジャンプ、キックの3ボタンと8方向レバーでプレイヤーキャラクターを操作する。
パンチとキックは攻撃に使用して、ジャンプは穴を飛び越えるときや飛び蹴りを出す際などに使う。
8方向レバーを横方向に連続2回入れると頭突きを出せる。
敵キャラクターを連続攻撃して屈ませたときに近づくと一部の敵を髪つかみ状態にできる。髪つかみ状態のときにキックボタンで膝蹴り、パンチボタンあるいはジャンプボタンで背負い投げができる。
パンチボタンとジャンプボタンの同時押しで肘打ち、キックボタンとジャンプボタンの同時押しでソバットを出せる。
武器アイテムを拾うにはパンチボタンを使用するが、ドラム缶や岩石などの障害物は投げつける他キックボタンで蹴り飛ばし巻き込むことでダメージを与えることも可能。また、鞭と金属バットは手に持って振り回す。ナイフとダイナマイトは投げて使用し、ダイナマイトの爆発に巻き込まれると即死するが敵も同様で一撃死となる。

## ストーリー
199X年、ニューヨークの街は暴力に支配されていた。政治も法律も一切の力を失い、ただ強いものだけが生き延びることができる世界、力と組織、暴力が支配する街へと変貌していた。
人々は生き延びるために徒党を組むようになり、それはやがて組織へと変わっていった。組織は後に巨大化し、街を暗黒の世界へと包み込んだ。
街の外れで貧しい暮らしをしていた双子の兄弟がいた。兄のジミー・リーと弟のビリー・リーはかつてニューヨークの中心地に功夫道場を経営していた。道場には2000人以上の門下生がおり、30以上の支部を抱える名門道場であった。
しかし、5年前に全世界を巻き込んだ核戦争により道場は消失、門下生の大半は死亡してしまった。生き残った2人は道場を失ったものの、日々の鍛錬を怠ることはなかった。
弟のビリーは、女子部の師範代であったマリアンと恋仲であった。しかし、兄のジミーも密かにマリアンに思いをよせていた。
ある日、スラム街の路上でマリアンが何者かに誘拐された。そして、2人のもとに一通の手紙が届く。それはマリアンを誘拐したという内容であり、ニューヨーク最大の暴力組織「ブラック・ウォリアーズ」からの通告だった。
ビリーとジミーの2人はマリアンを助け出すため、ニューヨークの街へと向かうのであった。

## ステージ構成
登場ステージはゲームスタート地点から最終ステージの直前（敵のアジトの門前）まで途切れることがなく続いている。また各ステージクリア時には体力が全回復する。
MISSION 1（スラム街）
- 特にトラップがないので、ザコの使う武器とアボボに気をつければ問題ない。

MISSION 2（工場地帯）
- このステージから落下すると死亡する場所が追加される。

MISSION 3（森林&岩山）
- このステージのみ2つの区切りがあり、中ボスに2体のアボボ、ボスに緑色のモヒカンヘアのアボボが登場する。

MISSION 4（敵のアジト）
- 最終ステージ。前半は張り出し岩などのトラップがある。トラップに接触すると大ダメージを受ける。

## 登場キャラクター
登場人物名と設定はアーケード版『オリジナル・サウンド・オブ・ダブルドラゴン』ミュージックテープの解説文と家庭用移植版の説明書を参照している。

### 主人公側
ビリー・リー(Billy Lee)
1Pプレイヤーキャラクターで、ジミーの弟。青い服で金髪の男性。恋人であるマリアンがさらわれた為、立ち上がる。
家庭用版シリーズでは茶髪になっている。ファミリーコンピュータ版とマークIII版では赤色の髪。
ジミー・リー(Jimmy Lee)
2Pプレイヤーキャラクターで、ビリーの兄。赤い服で黒髪の男性。弟のビリーの助太刀を買って出るが、実はマリアンに惚れている。
家庭用版シリーズでは金髪になっている。ファミリーコンピュータ版では「ブラック・ウォリアーズの影のボス」に立場が変更されてCPU専用の真の最終ボスとして登場する。ファミリーコンピュータ版のマリアン誘拐デモ時とマークIII版では青色の髪。ゲームボーイ版はVSモードのみ登場する。
マリアン(Marian)
誘拐されてしまったビリーの恋人。実は双截拳道場の女子部の師範代という、腕に覚えのある女性。2人同時プレイでウィリーを倒したときにリー兄弟が両方いれば、2人は彼女のキスを受けるために互いに戦うことになる。

### ブラック・ウォリアーズ
ウィリアムス(Williams)
タンクトップを着た雑魚キャラクター。金属バット、ダイナマイト、ナイフを持っていることもある。得意技はボディブロー。
ローパー(Rowper)
素肌にチョッキを着た雑魚キャラクター。性能はウィリアムスとほぼ同じだが、ドラム缶などの障害物を拾って投げつけることがある。
リンダ(Linda)
レオタードを着た女性の雑魚キャラクター。鞭を持って登場することが多い。鞭とパンチしか攻撃手段を持たないが、アーケード版のみ髪つかみは不可能。
アボボ(Abobo)
マッチョな体格の中ボス級キャラクター。巨体なので攻撃力が高く、しかも髪つかみが不可能。得意技は原爆投げ。ただしファミリーコンピュータ版では原爆投げを使わず、ゲームボーイ版では別の掴み技を使う。
アーケード版はスキンヘッドの雑魚ポジションとモヒカンヘアのボスポジションの2タイプがいる。前者はローパーと同様に障害物を拾って投げつけることがあり、3面前半の最後で同時に登場する2人はボス扱いで登場する。後者は1面と3面後半のボスとして登場し、4面後半では雑魚扱いで2体同時に登場する。当時のゲーム雑誌によると、名前はスキンヘッド版がザックで、黒人のモヒカンヘア版がジャックまたはジックで、緑の肌の3面ボスがアボボである。家庭用移植版ではスキンヘッド版のみ登場する。
ジェフ(Jeff)
リー兄弟と体格や使用技が瓜二つの中ボス級キャラクター。武器攻撃は全くしないが、体力があるうちは髪づかみ攻撃が通用しない。2面ボスとして初登場するが、後半の面では雑魚キャラクターとして再登場する。日本の家庭用移植版ではマークIII版にしか登場しない。
ウィリー(Willy)
フルネームはウィリー・マッキー。ブラック・ウォリアーズの親玉で最終ボス。マシンガンを持っていて、これの乱射攻撃を喰らうと即死するが敵にも当たる（アーケード版とマークIII版のみ。またこの方法で倒した敵からは得点が入らない）。また、マシンガンで殴りつけたり、後ろ蹴りをする事もある。ジェフと同様に体力のあるうちは髪づかみ攻撃が通用しない。

## 移植版
| No. | タイトル                                             | 発売日                                     | 対応機種                                                        | 開発元                 | 発売元                     | メディア                                        | 型式                             | 備考                                                               |
| --- | ---------------------------------------------------- | ------------------------------------------ | --------------------------------------------------------------- | ---------------------- | -------------------------- | ----------------------------------------------- | -------------------------------- | ------------------------------------------------------------------ |
| 1   | ダブルドラゴン                                       | 1988年4月8日 1988年6月 1990年              | ファミリーコンピュータ                                          | テクノスジャパン       | テクノスジャパン Tradewest | 2メガビットロムカセット                         | TJC-WD NES-WD-USA NES-WD         |                                                                    |
| 2   | ダブルドラゴン                                       | 1988年10月1日 1988年11月 1988年            | セガ・マークIII                                                 | アークシステムワークス | セガ                       | 2メガビットロムカセット                         | G-1369 7012 MK-7012-50           |                                                                    |
| 3   | Double Dragon                                        | 1988年                                     | Amiga Amstrad CPC Atari ST コモドール64 PC/AT互換機 ZX Spectrum | Binary Design          | Mastertronic               | フロッピーディスク                              | -                                |                                                                    |
| 4   | Double Dragon                                        | 1989年7月23日                              | Atari 2600 Atari 7800                                           | Imagineering           | アクティビジョン           | ロムカセット                                    | AK-050 AM-050                    |                                                                    |
| 5   | ダブルドラゴン                                       | 1990年7月20日 1990年8月 1990年             | ゲームボーイ                                                    | テクノスジャパン       | テクノスジャパン Tradewest | 1メガビットロムカセット                         | DMG-DDA DMG-DD-USA DMG-DD-NOE    |                                                                    |
| 6   | Double Dragon                                        | 1992年4月 1992年4月29日                    | メガドライブ                                                    | Software Creations     | Accolade                   | ロムカセット                                    | ACLD009                          |                                                                    |
| 7   | Double Dragon                                        | 1992年10月 1993年5月26日                   | ゲームギア                                                      | Virgin Games           | Virgin Games               | ロムカセット                                    | T-70038-50                       |                                                                    |
| 8   | Double Dragon                                        | 1993年                                     | Atari Lynx                                                      | Knight Technologies    | Telegames                  | ロムカセット                                    | L070                             |                                                                    |
| 9   | ダブルドラゴン アドバンス                            | 2003年11月14日 2004年3月5日                | ゲームボーイアドバンス                                          | パオン S-NEO ミリオン  | アトラス                   | 32メガビットロムカセット                        | AGB-BDDE-USA AGB-BDDJ-JPN        | リメイク版                                                         |
| 10  | Double Dragon                                        | INT 2007年5月9日                           | Xbox 360 (Xbox Live Arcade)                                     | テクノスジャパン       | Empire Interactive         | ダウンロード                                    | -                                | アーケード版の移植                                                 |
| 11  | ダブルドラゴン                                       | 2008年4月25日 2008年4月28日 2009年2月24日  | Wii                                                             | テクノスジャパン       | アークシステムワークス     | ダウンロード （バーチャルコンソール）           | FD2E FD2J                        | ファミリーコンピュータ版の移植                                     |
| 12  | ダブルドラゴン                                       | 2010年3月23日                              | Windows                                                         | テクノスジャパン       | アークシステムワークス     | ダウンロード （プロジェクトEGG）                | -                                | ファミリーコンピュータ版の移植                                     |
| 13  | ダブルドラゴン                                       | 2011年6月22日 2011年6月23日 2011年10月20日 | ニンテンドー3DS                                                 | テクノスジャパン       | アークシステムワークス     | ダウンロード （バーチャルコンソール）           | RAUJ                             | ゲームボーイ版の移植                                               |
| 14  | ダブルドラゴン                                       | 2013年2月6日 2013年12月12日                | ニンテンドー3DS                                                 | テクノスジャパン       | アークシステムワークス     | ダウンロード （バーチャルコンソール）           | TBYJ TBYE                        | ファミリーコンピュータ版の移植                                     |
| 15  | ダブルドラゴントリロジー                             | INT 2013年12月5日                          | Android iPhone (iOS)                                            | テクノスジャパン       | DotEmu                     | ダウンロード                                    | -                                | アーケード版の移植および同『II』と同『3』とのカップリング          |
| 16  | ダブルドラゴン                                       | 2013年12月12日 2014年1月22日               | Wii U                                                           | テクノスジャパン       | アークシステムワークス     | ダウンロード （バーチャルコンソール）           | FB7E FB7J                        | ファミリーコンピュータ版の移植                                     |
| 17  | ダブルドラゴン                                       | 2014年11月27日 2015年5月12日 2015年7月14日 | PlayStation 4 (PlayStation Network)                             | テクノスジャパン       | ハムスター                 | ダウンロード （アーケードアーカイブス）         | CUSA-00391 CUSA-00984 CUSA-02667 | アーケード版の移植                                                 |
| 18  | ダブルドラゴン                                       | 2018年1月18日                              | Nintendo Switch                                                 | テクノスジャパン       | ハムスター                 | ダウンロード （アーケードアーカイブス）         | -                                | アーケード版の移植                                                 |
| 19  | ファミリーコンピュータ Nintendo Switch Online        | 2018年9月19日                              | Nintendo Switch                                                 | 任天堂                 | 任天堂                     | ダウンロード                                    | -                                | ファミリーコンピュータ版の移植                                     |
| 20  | くにおくん ザ・ワールド 〜クラシックスコレクション〜 | 2018年12月20日                             | Nintendo Switch PlayStation 4 Xbox One Steam                    |                        | アークシステムワークス     | Switch専用ゲームカード ディスクROM ダウンロード | -                                | 海外ファミリーコンピュータ版の移植・他17作品との合同収録作。       |
| 21  | ダブルドラゴン アドバンス                            | 2023年11月9日                              | PlayStation 4 Nintendo Switch Xbox One Windows                  | アークシステムワークス | アークシステムワークス     | ダウンロード                                    | -                                | ゲームボーイアドバンス版の移植                                     |
| 22  | イーグレットツー ミニ アーケードコレクションPART1    | 2025年12月18日                             | イーグレットツー ミニ                                           | 瑞起 ※本体の開発元     | タイトー                   | SDカード                                        | -                                | アーケード版の移植 追加SDカードに入っている10作品の1つとして収録。 |

ファミリーコンピュータ（1988年）とゲームボーイ（1990年）では、2人同時プレイとコンティニュー機能、そして頭替えのボスキャラクターが削除されて、代わりのオリジナル敵キャラクターに中国拳法家のチン・タイメイ(Chin Taimei)が登場する。しかもファミリーコンピュータ版では戦い方によって使用できる技の数が増えていくレベル制が導入された上に、ジミー・リーが最終ボスとして登場したり、2P対戦モードでリー兄弟以外のキャラクターが選べる（ただし同キャラクター戦のみ）など、業務用とは完全に別物になってしまった。ゲームボーイ版にはステージ中にトラップが追加されている。
セガ・マークIII版（1988年8月1日発売）ではキャラクターデザインはファミリーコンピュータ版に準拠しているが、2人同時プレイが可能になるなど業務用に近い内容になっている。
メガドライブ版（1992年）はアーケード版に対する移植度が発売当時としては随一という評価となっている。
Xbox 360版（2007年5月9日発売）はXbox Live Arcadeにてダウンロード配信され、シリーズ初のオンライン協力プレイに加え、ユーザーのやり込み度がわかる実績システム、世界ランキングシステムに対応している。オフラインでの2人同時プレイも可能で、HD画質にも対応している。本作の移植は国内外で様々なゲーム機やPC等に行われたが、アーケード版の完全移植はその20年後に登場したXbox 360版が初である。その後、このXbox 360版は提供元の倒産により配信終了となった（2012年2月現在、Xbox Live Arcadeの配信タイトル一覧から消えており、ダウンロードできない）。

## スタッフ
アーケード版
- プロデューサー：YOSHI KISHI（岸本良久）
- ディレクター：YOSHI KISHI（岸本良久）
- プログラマー：佐藤博、古賀智康、西村成孝、かねだひでし
- キャラクター・デザイン：緒方孝治
- バックデザイン：斎藤伸一、甲斐浩二
- 音楽：山根一央
- 効果音：森賢一
- サブデザイナー：向井久美子、田崎明美、中谷みさえ、矢崎美佐
- チラシ・インストカードのイラスト：緒方孝治[24]

ファミリーコンピュータ版
- ディレクター：YOSHIBO SAIKO
- キャラクター・デザイン：HIN HIN KOHJIK（緒方孝治）
- 背景デザイン：斎藤伸一
- プログラマー：TOMMY TANI（谷本敦）、TOKIMEKI TAKA SAN（西村成孝）、ZET GEN（ふくはらげんえい）、熊谷慎太郎、SHARMY NOMURA
- 音楽：山根一央
- パッケージイラスト：白戸政男

ゲームボーイ版
- プログラマー：よしはらまさひろ
- プログラムアドバイス：かしわやひでとし
- キャラクタ・デザイン：白戸政男
- バックデザイン：斎藤伸一
- 音楽：山根一央
- サウンドプログラム：平沢道也
- グラフィック・デザイン：向井久美子
- ディレクター：斎藤伸一
- スペシャル・サンクス：岸本良久、甲斐浩二、緒方孝治、しょうじたかし、きどまりこ
- パッケージイラスト：かきざき和美

## 評価
アーケード版
ゲーメストムック『ザ・ベストゲーム2』（1998年）では『名作・秀作・天才的タイトル』と認定された「ザ・ベストゲーム」に選定され、多数の必殺技が出せる事が当時としては斬新なアイデアであったと指摘した上で「多くのプレイヤーを惹きつけるものがあった」と称賛した。また通常プレイでは難易度の高い作品であるが、必殺技の一つである「肘打ち」が敵に対して非常に有効である事が判明し、一気に難易度が下がった事に触れた上で「長くプレイできるゲームとして、当時の中学、高校生には爆発的な人気があった」と稼働当時にロングセラーとなった事を指摘した。
ファミリーコンピュータ版
ゲーム誌『ファミコン通信』の「クロスレビュー」では、合計31点（満40点）でシルバー殿堂入りを獲得、『ファミリーコンピュータMagazine』の読者投票による「ゲーム通信簿」での評価は以下の通り20.81点（満30点）となっている。また、同雑誌1991年5月10日号特別付録の「ファミコンロムカセット オールカタログ」では、アーケード版では可能であった2人同時プレイが「残念ながらファミコン版にはない」と指摘しているが、「しかし、あの面白さは失われていない」と肯定的に評価された。
| 項目 | キャラクタ | 音楽 | 操作性 | 熱中度 | お買得度 | オリジナリティ | 総合  |
| 得点 | 3.64       | 3.43 | 3.40   | 3.72   | 3.33     | 3.29           | 20.81 |

ゲームボーイ版
ゲーム誌『ファミコン通信』の「クロスレビュー」では、合計27点（満40点）、『ファミリーコンピュータMagazine』の読者投票による「ゲーム通信簿」での評価は以下の通り20.78点（満30点）となっている。
| 項目 | キャラクタ | 音楽 | 操作性 | 熱中度 | お買得度 | オリジナリティ | 総合  |
| 得点 | 3.63       | 3.46 | 3.41   | 3.70   | 3.44     | 3.14           | 20.78 |